# Stanisław Mateusz Rzewuski
Stanisław Mateusz Rzewuski (né en 1662 – mort le 4 novembre 1728) est un membre de la noble famille polonaise Rzewuski, hetman de la Couronne (1706), voïvode de Podlachie (1710), grand hetman de la Couronne (1726), voïvode de Bełz. 
Il était le fils de Michał Florian Rzewuski (en) et d'Anna Dzierżek. 

## Mariage et descendance
En 1687, il épouse Dorota Cetner, qui lui donne un fils :
- Seweryn Józef Rzewuski

Il se marie ensuite avec Ludwika Kunicka qui lui donne 4 enfants :
- Wenceslas Rzewuski,
- Marianna Rzewuska,
- Sabina Rzewuska,
- Anna Rzewuska.